# علوم اعصاب رفتاری
دانش اعصاب رفتاری یا عصب‌شناسی رفتار (به انگلیسی: Behavioral neuroscience) یا
روان‌شناسی زیستی یا بایوسایکولوژی (به انگلیسی: Biopsychology)، شاخه‌ای از روان‌شناسی است که با استفاده از پایه‌های دانش زیست‌شناسی و فیزیولوژی به بررسی رفتار انسان‌ها و جانوران می‌پردازد.
در واقع عصب‌شناسی رفتار کاربرد دانش فیزیولوژی (به ویژه عصب‌شناسی) برای بررسی فیزیولوژیکی، ژنتیک و مکانیسم‌های رشد رفتار انسان‌ها و جانوران (non-human animals) می‌باشد. این رشته دانش از سنت‌های گوناگون فلسفی و دانش در سده هیجدهم و نوزدهم میلادی برخاسته است.
علوم اعصاب رفتاری به عنوان یک رشتهٔ علمی از تعدادی سنت‌های فلسفی و علمی در قرون ۱۸ و ۱۹ به وجود آمد. در فسلفه، افرادی مثل رنه دکارت مدل‌های فیزیکی برای توجیه رفتار حیوانات و انسان‌ها پیشنهاد دادند. دکارت پیشنهاد کرد که غدهٔ پینه آل، یک ساختار در خط میانی مغز تعداد زیادی جاندار، نقطه ای برای ارتباط ذهن و بدن است. دکارت همچنین دربارهٔ تئوریی توضیح داد که در آن پنوماتیک مایعات بدن می‌توانست رفلکس‌ها و سایر رفتارهای حرکتی را توجیه کند.
این تئوری از جا به جایی تعدادی مجسمه در پاریس الهام گرفته‌است. تحریک الکتریکی و ضایعات نیز تأثیرات رفتارهای حرکتی انسان‌ها رو نشان می‌دهند. آنها می‌توانند فعالیت الکتریکی فعالیت‌ها، هورمون‌ها، مواد شمیایی و تأثیراتی که مواد مخدر بر سیتسم بدن دارد را ضبط کنند که همهٔ اینها برای رفتارهای روزمرهٔ انسان تأثیرگذار است.
فیلسوف‌های دیگر نیز کمک کرده‌اند تا روان‌شناسی را متولد کنند. یکی از اولین کتاب‌ها در حوزهٔ جدید، اصول روان‌شناسی نوشتهٔ ویلیام جیمز، استدلال می‌کند که مطالعهٔ علمی روان‌شناسی باید پیش زمینهٔ درک زیست‌شناسی را داشته باشد.
پیدایش روان‌شناسی و علوم اعصاب رفتاری به عنوان علوم مشروع را می‌توان از زمان پیدایش فیزیولوژی از آناتومی، بخصوص نوروآناتومی به حساب آورد. فیزیولوژیست‌ها بر روی موجودات زنده آزمایشاتی انجام دادند، عملی که اغلب آناتومیست‌های قرون ۱۸ و ۱۹ به آن اعتماد نداشتند. فعالیت‌های تأثیرگذار کلود برنارد، چالرز بل و ویلیام هاروی کمک زیادی کرد تا جامعهٔ علمی را متقاعد کند که می‌توان اطلاعات قابل اعتمادی را از موجودات زنده به دست آورد.
حتی قبل از قرون ۱۸ و ۱۹، علوم اعصاب رفتاری در حال شکل گرفتن ۱۷۰۰ سال قبل از میلاد مسیح بود. سؤالی که همواره به وجود میاد این است که چه ارتباطی بین ذهن و بدن وجود داره؟ این بحث به‌طور رسمی به اسم مسئله ذهن-بدن مشهور است.
برای حل مسئلهٔ ذهن-بدن دو دیدگاه مهم وجود دارد: یگانه انگاری و دوگانه انگاری. افلاطون و ارسطو دو فیلسوف از چند فلاسفه ای هستند که در این بحث شرکت کردند. افلاطون باور داشت که مغز جایی است که همهٔ تفکرات و فرآیندهای ذهنی در آن اتفاق میوفتد. در مقابل، ارسطو به این باور داشت که وظیفهٔ مغز آرام کردن احساساتی است که از قلب نشات گرفته‌اند. مسئلهٔ ذهن-بدن شروعی بود برای تلاش بر فهمیدن ارتباط بین ذهن و بدن.
بحث دیگری که شکل گرفت دربارهٔ محلی سازی عملکرد یا تخصص عملکردی در مقابل توان بالقوه بود که نقش مهمی در توسعه علوم اعصاب رفتاری داشت. در نتیجهٔ تحقیق دربارهٔ محلی سازی عملکرد، تعدادی افراد مشهور در روان‌شناسی به نتایج مختلفی رسیدند. وایلدر پنفیل به همراه راسموسن توانست یک نقشه از غشاء مغزی با استفاده از مطالعه کردن بیماران صرعی تهیه کند. تحقیق دربارهٔ محلی سازی عملکرد به علوم اعصاب شناسان کمک کرد تا درک بهتری از قسمت‌هایی از مغز که رفتار رو کنترل می‌کنند داشته باشند.
عبارت «سایکوبایولوژی» در معنایی مختلفی استفاده شده‌است که بر اهمیت زیست‌شناسی تاکیید دارد. بایولوژی اصولی است که تغییرات آلی، عصبی و سلولی در رفتار، انعطاف‌پذیری در علوم اعصاب و بیماری‌های بایولوژیکی را در همهٔ جنبه‌ها مطالعه می‌کند. در ادامه بایولوژی روی رفتار تمرکز دارد و تمام موضوعاتی که به آن مربوط می‌شود را از دیدگاه علمی آنالیز می‌کند. در اینجا، روان‌شناسی به عنوان یک اصول مکمل اما مهم در علوم نوروبایولوژیک کمک می‌کند.
عبارت «سایکوبایالوژی» برای اولین بار به معنای مدرن آن توسط نایت دانلپ در کتاب طرح کلی روان‌شناسی استفاده شد. دانلپ همچنین مؤسس و سردبیر ارشد ژورنال روان‌شناسی بود.
در بسیاری از موارد، از انسان‌ها به عنوان موش آزمایشگاهی در آزمایش‌های علوم اعصاب رفتاری استفاده می‌شود. هرچند که تعداد زیادی از تجربیات در علوم اعصاب رفتاری از مطالعه روی گونه‌های غیرانسانی انجام می‌شود که متداول‌ترین آنها موشها و میمون‌ها هستند؛ بنابراین، یک نتیجهٔ اساسی در علوم اعصاب رفتاری این است که اجانداران شباهت‌های زیست‌شناسی و رفتاری دارند و این شباهت‌ها به قدری کافی هستند تا درون یابی بین گونه‌ها رو اجازه بدهند. که این علوم اعصاب رفتاری را با روان‌شناسی تطبیقی، روان‌شناسی تکاملی، زیست‌شناسی تکاملی و علوم اعصاب در یک دسته قرار می‌دهد.
علوم اعصاب رفتاری شباهت‌های الگویی و روش شناختی با عصب روان‌شناسی دارد که به شدت به مطالعه رفتار انسان‌ها با اختلال عملکرد در سیستم عصبی وابسته است.
مترادف علوم اعصاب رفتاری می‌تواند زیست روان‌شناسی، روان‌شناسی بیولیژیکی و روان‌شناسی باشد. روان‌شناسی فیزیولوژیک یک زیر مجموعه از علوم اعصاب رفتاری است که تعریف محدودتری دارد.
مشخصه متمایزکننده یک آزمایش علوم اعصاب رفتاری این است که یا متغیر مستقل آزمایش بیولیژیکی است یا چند متغیر وابسته بیولیژیکی هستند. یا به زبان دیگر، سیستم عصبی جانداری که مورد مطالعه است، یا به‌طور موقت یا دائم تغییر یافته‌است، یا برخی از جنبه‌های سیستم عصبی اندازه‌گیری می‌شوند (که معمولاً به یک متغیر رفتاری مربوط است).

### غیرفعال کردن یا کاهش عملکرد عصبی
ضایعه‌ها - یک روش کلاسیک که در آن ناحیه مورد نظر مغز رو به‌طور طبیعی یا عمدی نابود کرده تا برخی از تغییرات ایجاد شده مثل بهبود یا تنزل عملکرد برخی رفتارها را مشاهده کنیم. ضایعه‌ها را می‌توان با دقت بالایی جایگذاری کرد.
ضایعات جراحی – بافت عصبی را با برداشتن آن از طریق جراحی از بین می‌برند.
ضایعات الکتریکی – بافت عصبی را با استفاده از شوک الکتریکی از بین می‌برند.
ضایعات شیمیایی – بافت عصبی را با استفاده از تزریق نوروتوکسین از بین می‌برند.
ضایعات موقتی – بافت عصبی به‌طور موقت با خنک کردن یا استفاده از داروهای بیهوشی مثل تترودوتوکسین از کار می‌افتد.
تحریک مغناطیسی مغز - تکنیک جدیدی که معمولاً در انسان‌ها استفاده می‌شود و در آن یک سیم پیچ مغناطیسی که به پوست سر اعمال می‌شود باعث فعالیت الکتریکی غیر سیستماتیک در سلول‌های عصبی قشر مجاور می‌شود که می‌تواند به صورت آزمایشی به عنوان ضایعه عملکردی تجزیه و تحلیل شود.
تزریق لیگاند مصنوعی - گیرنده ای که فقط توسط یک لیگاند مصنوعی فعال می‌شود (RASSL) یا گیرنده طراح که به‌طور انحصاری توسط مواد مخدر مصنوعی فعال می‌شود (DREADD) اجازه کنترل مکانی و زمانی سیگنالینگ پروتئین G در داخل بدن را می‌دهد. این سیستم‌ها از گیرنده‌های همراه پروتئین G استفاده می‌کنند (GPCR) تا منحصراً به لیگاندهای مولکول‌های کوچک مصنوعی مانند کلوزاپین N- اکسید (CNO) پاسخ دهند و نه به لیگاند طبیعی آنها. RASSL یک ابزار شیمیایی مبتنی بر GPCR است. این لیگاندهای مصنوعی پس از فعال شدن می‌توانند با فعال شدن پروتئین G عملکرد عصبی را کاهش دهند. این می‌تواند با پتاسیم باعث کاهش فعالیت عصبی شود.
دستکاری‌های روان‌درمانی - یک آنتاگونیست گیرنده شیمیایی با تداخل در انتقال عصبی فعالیت عصبی را ایجاد می‌کند. آنتاگونیست‌ها می‌توانند به صورت سیستمی (مانند تزریق داخل وریدی) یا به صورت موضعی (داخل مغزی) در طی یک عمل جراحی در بطن‌ها یا به ساختارهای خاص مغز منتقل شوند. به عنوان مثال، نشان داده شده‌است که NMDA آنتاگونیست AP5 مانع از شروع تقویت طولانی مدت انتقال سیناپسی تحریکی (در تهویه ترس جوندگان) می‌شود که یک مکانیسم حیاتی در یادگیری و حافظه است.
مهار اپتوژنتیک - یک پروتئین بازدارنده فعال شده در نور در سلولهای مورد نظر بیان می‌شود. . مهار قدرتمند عصبی در مقیاس میلی ثانیه با تحریک فرکانس مناسب نور تحویل داده شده از طریق فیبر نوری یا LEDهای کاشته شده در مورد مهره داران، یا از طریق روشنایی خارجی برای مهرگان کوچک، به اندازه کافی شفاف تحریک می‌شود. پمپ‌های هالورودوپسین باکتریایی یا پمپ‌های پروتون دو دسته پروتئین مورد استفاده برای اپتوژنتیک بازدارنده هستند که به ترتیب با افزایش سطح سیتوپلاسمی هالیدها (Cl-) یا کاهش غلظت سیتوپلاسمی پروتون‌ها، مهار می‌شوند.

### تقویت عملکرد عصبی
تحریک الکتریکی- یک روش کلاسیک که در آن فعالیت عصبی با استفاده از یک جریان الکتریکی کوچک (بسیار کوچک که موجب مرگ قابل توجه سلول‌ها نشود) افزایش می‌یابد.
دستکاری‌های روان‌درمانی- یک آگونیست گیرنده شیمیایی با تقویت یا جایگزینی انتقال دهنده‌های عصبی درون زا فعالیت عصبی را تسهیل می‌کند. در طی یک عمل جراحی می‌توان آگونیست‌ها را به صورت سیستمی (مانند تزریق داخل وریدی) یا به صورت موضعی (داخل مغزی) تحویل داد.
تزریق لیگاند مصنوعی- به همین ترتیب، از Gq-DREADD می‌توان برای تعدیل عملکرد سلول با عصب کشی مناطق مغز مانند هیپوکامپ استفاده کرد. این عصب کشی منجر به تقویت ریتم‌های γ می‌شود که باعث افزایش فعالیت حرکتی می‌شود.
تحریک مغناطیسی مغز- در برخی موارد (به عنوان مثال، مطالعات قشر حرکتی)، این روش می‌تواند به عنوان یک اثر تحریک کننده (و نه یک ضایعه عملکردی) تجزیه و تحلیل شود.
تحریک اپتوژنتیکی- یک پروتئین تحریکی فعال شده در نور در سلولهای منتخب بیان می‌شود. Channelrhodopsin-2 (ChR2)، یک کانال کاتیونی فعال شده با نور، اولین اپسین باکتریایی است که سلولهای عصبی را در پاسخ به نور تحریک می‌کند، اگرچه اکنون با بهبود و انتقال خواص جدید ChR2، تعدادی از ابزارهای جدید ژنتیکی تحریکی تولید شده‌اند.

### اندازه‌گیری فعالیت عصبی
تکنیک‌های نوری- روشهای نوری برای ثبت فعالیتهای عصبی متکی به روشهایی هستند که در پاسخ به حوادث سلولی مرتبط با پتانسیل‌های عمل یا انتشار انتقال دهنده عصبی، خصوصیات نوری سلولهای عصبی را اصلاح می‌کنند. رنگهای حساس به ولتاژ (VSD) از اولین روشهای تشخیص نوری فعالیت عصبی بودند. VSDها معمولاً در پاسخ به تغییر ولتاژ در غشای نورون، خواص فلورسنت خود را تغییر می‌دهند و باعث می‌شوند فعالیت الکتریکی زیر آستانه غشا و فوق آستانه (پتانسیل‌های عمل) قابل تشخیص باشد. پروتئین‌های فلورسنت حساس به ولتاژ با کد ژنتیکی نیز تولید شده‌است.
تصویربرداری کلسیم متکی به رنگها یا پروتئین‌های رمزگذاری شده ژنتیکی است که پس از اتصال به کلسیم که به‌طور گذرا در طی یک پتانسیل عمل وجود دارد، فلورسانس می‌شوند. Synapto-pHluorin فلورین روشی است که به پروتئین همجوشی متکی است که پروتئین غشای وزیکول سیناپسی و پروتئین فلورسنت حساس به pH را ترکیب می‌کند. با آزاد شدن وزیکول سیناپسی، پروتئین کایمریک در معرض pH بالاتر شکاف سیناپسی قرار دارد و باعث تغییر قابل اندازه‌گیری در فلورسانس می‌شود.
ضبط تک‌واحدی- روشی که به موجب آن الکترود به مغز یک حیوان زنده وارد می‌شود تا فعالیت الکتریکی را که توسط سلول‌های عصبی مجاور نوک الکترود ایجاد می‌شود، تشخیص دهد. به‌طور معمول این کار با حیوانات آرام شده انجام می‌شود اما بعضی اوقات روی حیوانات بیدار که در یک رویداد رفتاری انجام می‌شوند، انجام می‌شود، مانند موش تشنه که درجه خاصی از کاغذ سنباده را که قبلاً با آب جفت شده، به منظور اندازه‌گیری الگوهای مربوط به شلیک سلول‌های عصبی در محل تصمیم‌گیری، مخلوط می‌کند.
ضبط چندالکترود- استفاده از یک دسته از الکترودهای ریز برای ثبت فعالیت همزمان حداکثر صدها نورون.
fMRI - تصویربرداری تشدید مغناطیسی عملکردی، روشی است که بیشتر در انسان‌ها اعمال می‌شود، که در آن می‌توان تغییرات جریان خون مغزی را در دستگاه MRI تشخیص داد و برای نشان دادن فعالیت نسبی مناطق مغز در مقیاس بزرگتر (به ترتیب صدها هزاران نورون).
PET - توموگرافی انتشار پوزترون با استفاده از معاینه پزشکی هسته ای 3-D ذرات موسوم به فوتون را تشخیص می‌دهد. این ذرات با تزریق رادیو ایزوتوپها مانند فلورین ساطع می‌شوند. تصویربرداری PET فرآیندهای آسیب شناختی را پیش‌بینی می‌کند که تغییرات آناتومیکی را برای تشخیص و توصیف بسیاری از آسیب‌شناسی‌ها مهم می‌داند.
الکتروانسفالوگرافی- یا EEG؛ و روش مشتق شده از پتانسیل‌های مربوط به رویداد، که در آن الکترودهای پوست سر فعالیت متوسط سلول‌های عصبی در قشر را کنترل می‌کنند (که مجدداً بیشتر در انسان‌ها استفاده می‌شود). در این روش از انواع مختلف الکترودها برای سیستم‌های ضبط مانند الکترودهای سوزنی و الکترودهای پایه نمکی استفاده می‌شود. EEG امکان بررسی اختلالات روانی، اختلالات خواب و فیزیولوژی را فراهم می‌کند. این می‌تواند رشد مغز و تعامل شناختی را کنترل کند.
نورواناتومی عملکردی- همتای پیچیده تری از فرنولوژی. بیان برخی از مارکرهای تشریحی برای انعکاس فعالیت عصبی گرفته شده‌است. به عنوان مثال، تصور می‌شود که بیان ژن‌های اولیه فوری ناشی از فعالیت عصبی شدید است. به همین ترتیب، تزریق 2-deoxyglucose قبل از برخی از کارهای رفتاری می‌تواند با محلی سازی آناتومیکی آن ماده شیمیایی دنبال شود. توسط نورونهایی که از نظر الکتریکی فعال هستند جذب می‌شود.
MEG - مگنتوآنسفالوگرافی عملکرد مغز انسان را از طریق اندازه‌گیری فعالیت الکترومغناطیسی نشان می‌دهد. اندازه‌گیری میدان‌های مغناطیسی ایجاد شده توسط جریان الکتریکی جریان یافته در سلول‌های عصبی، فعالیت مغز مرتبط با عملکردهای مختلف انسان را در زمان واقعی، با دقت فضایی میلی‌متر شناسایی می‌کند. پزشکان می‌توانند بدون تهاجم داده‌هایی را برای ارزیابی اختلالات عصبی و برنامه‌ریزی درمان‌های جراحی به دست آورند.

### تکنیک‌های ژنتیکی
نقشه‌برداری QTL - تأثیر ژن در برخی از رفتارها را می‌توان با مطالعه سویه‌های نژادی برخی از گونه‌ها، معمولاً موش‌ها، از نظر آماری استنباط کرد. توالی اخیر ژنوم بسیاری از گونه‌ها، به ویژه موش‌ها، این روش را تسهیل کرده‌است.
زادگیری گزینشی-- جاندارها، اغلب موش‌ها، ممکن است به‌طور انتخابی در بین سویه‌های هم نژاد پرورش یافته و یک سویه مادرزادی نوترکیب ایجاد کنند. این ممکن است برای جداسازی یک بخش آزمایشگاهی جالب از DNA مشتق شده از یک سویه بر روی ژنوم پس زمینه یک سویه دیگر انجام شود تا استنتاج‌های قوی تری در مورد نقش آن بخش از DNA فراهم شود.
مهندسی ژنتیک- ژنوم نیز ممکن است به‌طور آزمایشی دستکاری شود. به عنوان مثال، موش‌های ناک اوت می‌توانند مهندسی شوند تا فاقد یک ژن خاص باشند، یا ممکن است یک ژن در سویه ای بیان شود که به‌طور معمول چنین کاری را انجام نمی‌دهد ("تراریخته"). تکنیک‌های پیشرفته همچنین ممکن است بیان یا سرکوب یک ژن را با تزریق برخی مواد شیمیایی تنظیم کننده امکان‌پذیر سازند.
مدل‌های محاسباتی-استفاده از رایانه برای تدوین مشکلات دنیای واقعی برای توسعه راه حل‌ها. اگرچه این روش غالباً در علوم رایانه متمرکز است، اما شروع به حرکت به سمت سایر زمینه‌های مطالعه کرده‌است. به عنوان مثال، روان‌شناسی یکی از این زمینه‌ها است. مدل‌های محاسباتی به محققان روان‌شناسی اجازه می‌دهد تا درک خود را از عملکردها و تحولات سیستم‌های عصبی افزایش دهند. نمونه‌هایی از روش‌ها شامل مدل‌سازی سلول‌های عصبی، شبکه‌ها و سیستم‌های مغزی و تجزیه و تحلیل نظری است. روشهای محاسباتی نقشهای متنوعی از جمله آزمایشهای روشن، آزمایش فرضیه و تولید بینش جدید دارند. این تکنیک‌ها نقش فزاینده ای در پیشرفت روان‌شناسی بیولوژیکی دارند.

### محدودیت‌ها و مزایا
دستکاری‌های مختلف مزایا و محدودیت‌هایی دارند. بافت عصبی که به عنوان پیامد اولیه جراحی، شوک الکتریکی یا نوروتوکسین تخریب شده‌است، می‌تواند نتایج را گیج کند، به طوری که ضربه فیزیکی تغییراتی در فرایندهای اساسی فیزیولوژی عصبی مورد نظر ایجاد می‌کند. به عنوان مثال، هنگام استفاده از یک پروب الکترولیتیک برای ایجاد ضایعه هدفمند در یک منطقه مشخص از مغز موش، بافت اطراف می‌تواند تحت تأثیر قرار گیرد: بنابراین، تغییر در رفتار نشان داده شده توسط گروه آزمایش بعد از جراحی، تا حدی نتیجه آسیب است به بافت عصبی اطراف، به جای ضایعه یک منطقه متمایز مغز.
اکثر تکنیک‌های دستکاری ژنتیکی نیز دائمی در نظر گرفته می‌شوند. ضایعات موقت را می‌توان با پیشرفت در دستکاری‌های ژنتیکی به دست آورد، به عنوان مثال، برخی از ژن‌ها را می‌توان با رژیم غذایی خاموش و روشن کرد. دستکاری‌های دارویی همچنین باعث مسدود شدن برخی انتقال دهنده‌های عصبی به‌طور موقت می‌شود زیرا عملکرد بعد از متابولیسم دارو به حالت قبلی خود برمی گردد.
به‌طور کلی، دانشمندان علوم اعصاب رفتاری موضوعات و مسائل مشابه روانشناسان دانشگاهی را مطالعه می‌کنند، اگرچه محدود به نیاز به استفاده از حیوانات غیرانسانی است. در نتیجه، بیشتر ادبیات علوم اعصاب رفتاری با فرایندها و رفتارهای ذهنی سروکار دارند که در مدل‌های مختلف حیوانی مشترک هستند مانند:
احساس و ادراک
رفتار انگیزه‌ای (گرسنگی، تشنگی، رابطه جنسی)
کنترل حرکت
یادگیری و حافظه
ریتم خواب و بیولوژیکی
هیجانی
با این حال، با افزایش مهارت فنی و توسعه روش‌های غیرتهاجمی دقیق‌تر که می‌تواند برای انسان‌ها اعمال شود، دانشمندان علوم اعصاب رفتاری شروع به کمک به دیگر موضوعات کلاسیک روان‌شناسی، فلسفه و زبان‌شناسی می‌کنند، مانند:
زبان
استدلال و تصمیم‌گیری
هوشیاری
علوم اعصاب رفتاری همچنین دارای یک سابقه قوی در کمک به درک اختلالات پزشکی، از جمله مواردی است که تحت حوزه روان‌شناسی بالینی و روان‌شناسی آسیب شناختی بیولوژیکی قرار دارند (همچنین به عنوان روان‌شناسی غیرطبیعی شناخته می‌شود). اگرچه مدل‌های حیوانی برای همه بیماری‌های روانی وجود ندارد، این رشته داده‌های درمانی مهمی را در زمینه انواع شرایط از جمله:
بیماری پارکینسون، یک اختلال دژنراتیو در سیستم عصبی مرکزی است که اغلب مهارت‌های حرکتی و گفتاری فرد مبتلا را مختل می‌کند.
بیماری هانتینگتون، یک بیماری عصبی ارثی نادر است که بارزترین علائم آن حرکات غیرطبیعی بدن و عدم هماهنگی است. همچنین بر تعدادی از توانایی‌های ذهنی و برخی از جنبه‌های شخصیتی تأثیر می‌گذارد.
بیماری آلزایمر، یک بیماری تخریب عصبی که در رایج‌ترین شکل، در افراد بالای ۶۵ سال دیده می‌شود و با زوال شناختی پیش رونده همراه با کاهش فعالیت‌های زندگی روزمره و علائم عصبی روان‌پزشکی یا تغییرات رفتاری مشخص می‌شود.
افسردگی بالینی، یک اختلال روان‌پزشکی رایج، که با کاهش مداوم خلق و خو، از بین رفتن علاقه به فعالیت‌های معمول و کاهش توانایی در لذت بردن مشخص می‌شود.
اسکیزوفرنیا، یک تشخیص روان‌پزشکی است که یک بیماری روانی را توصیف می‌کند که با اختلال در درک یا بیان واقعیت مشخص می‌شود، که معمولاً به صورت توهم شنوایی، توهمات پارانوئید یا عجیب و غریب یا گفتار و تفکر بی نظم در زمینه اختلال عملکرد اجتماعی یا شغلی قابل توجه ظاهر می‌شود.
اوتیسم، یک اختلال رشد مغزی است که تعامل و ارتباطات اجتماعی را مختل می‌کند و سبب ایجاد رفتار محدود و تکراری می‌شود، همه این موارد پیش از ۳ سالگی کودک آغاز می‌شود.
اضطراب، یک حالت فیزیولوژیکی است که با اجزای شناختی، جسمی، عاطفی و رفتاری مشخص می‌شود. این مولفه‌ها با هم ترکیب می‌شوند و احساساتی ایجاد می‌کنند که معمولاً ترس، دلهره یا نگرانی شناخته می‌شوند.
سو مصرف مواد مخدر، از جمله اعتیاد به الکل.